# Ебервин II фон Бентхайм-Щайнфурт
Ебервин II (Евервин II) фон Бентхайм-Щайнфурт (на немски: Eberwin II von Bentheim-Steinfurt; Everwin II von Bentheim-Steinfurt; Everwin II von Steinfurt; * 1467; † 1498) e вторият граф на Бентхайм-Щайнфурт, от 1495 до 1498 г. първият граф на Щайнфурт и господар на Шюторф.
Той е единственият син на граф Арнолд I фон Бентхайм-Щайнфурт († 1466) и съпругата му Катарина фон Гемен († 1502), дъщеря на Хайнрих IV фон Гемен-Вефелингховен († 1492) и Анна фон Вефелингховен († 1495).
Сестра му Агнес фон Бентхайм († 1507) се омъжва 1488 г. за Якоб фон Бронкхорст (1475 – 1516).
През 1465 г. граф Евервин фон Бентхайм подновявя на Шюторф отново правата на град. През 1495 г. фамилията Бентхайм-Щайнфурт е издигната на имперски графове на Щайнфурт и 1530 г. на Бентхайм. На 21 януари 1817 г. пруския крал Фридрих Вилхелм III издига фамилията Бентхайм-Щайнфурт на князе.

## Фамилия
Евервин II фон Бентхайм-Щайнфурт се жени на 1 ноември 1494 г. за графиня Аделхайд фон Хоя (* ок. 1470; † 11 април 1515), втората дъщеря на граф Ото VI фон Хоя († 1497) и съпругата му Анна фон Липе († 1533), дъщеря на Бернхард VII фон Липе (1429 – 1511) и Анна фон Холщайн-Шауенбург (1435 – 1495). Те имат две деца:
- Катарина фон Бентхайм († сл. 1535), канонеса във Витмаршен (1535)
- Арнолд II фон Бентхайм-Щайнфурт (* 1497; † 19 август 1553), граф на Бентхайм-Щайнфурт, господар на Вефелингховен, женен I. пр. 6 януари 1522 г. за Мария фон Бентхайм (1502 – 1527), II. на 30 януари 1530 г. за бургграфиня Валпурга фон Бредероде (1512 – 1567)

Вдовицата му Аделхайд фон Хоя се омъжва втори път на 20 ноември 1503 г. за граф Филип III фон Валдек-Айзенберг (1486 – 1539).